# Forsythia viridissima
Espèce
Classification phylogénétique
Forsythia viridissima est une espèce de plantes à fleurs de la famille des Oleaceae et du genre Forsythia C'est un arbrisseau à feuilles caduques et à fleurs jaunes d'or originaire, pour ses variétés sauvages et horticoles, de Chine orientale et de Corée. Arbuste au port raide, n'atteignant pas trois mètres de hauteur, il montre surtout des rameaux verts et dressés. Plus que sa floraison tardive, c'est surtout la beauté de son feuillage caduc qui a attiré l'attention des horticulteurs.

## Arbustes aux rameaux très verts
Les feuilles de 8 cm à 14 cm de long sont elliptiques ou lancéolées, parfois plus ou moins serrées, parfois entières. En plein été, leur couleur vert foncé, un vert soutenu même sur les rameaux, a justifié l'appellation latine complémentaire viridissima, très vert. En automne, le feuillage peut présenter une teinte violacée.
Les fleurs, insérées en glomérules par unité ou par triade, apparaissent peu après les feuilles en mars-avril dans les pays de l'hémisphère nord au climat tempéré. Elles portent des corolles de 2 cm à 2,5 cm de long, d'un beau jaune brillant.

## Historique de l'horticulture
Le botaniste écossais Robert Fortune trouve cette espèce, d'abord dans la ville de Zhoushan sous sa forme cultivée dans un jardin mandarinal de la cité côtière, puis sous sa forme sauvage dans les montagnes homonymes de la province, après la première année en 1843 de son long séjour en Chine pour collecter des plantes pour le compte de la Société royale d'horticulture britannique. Il en fait parvenir en 1844 quelques exemplaires en Europe. La culture de cette espèce commence dans les principaux jardins botaniques d'Europe. 

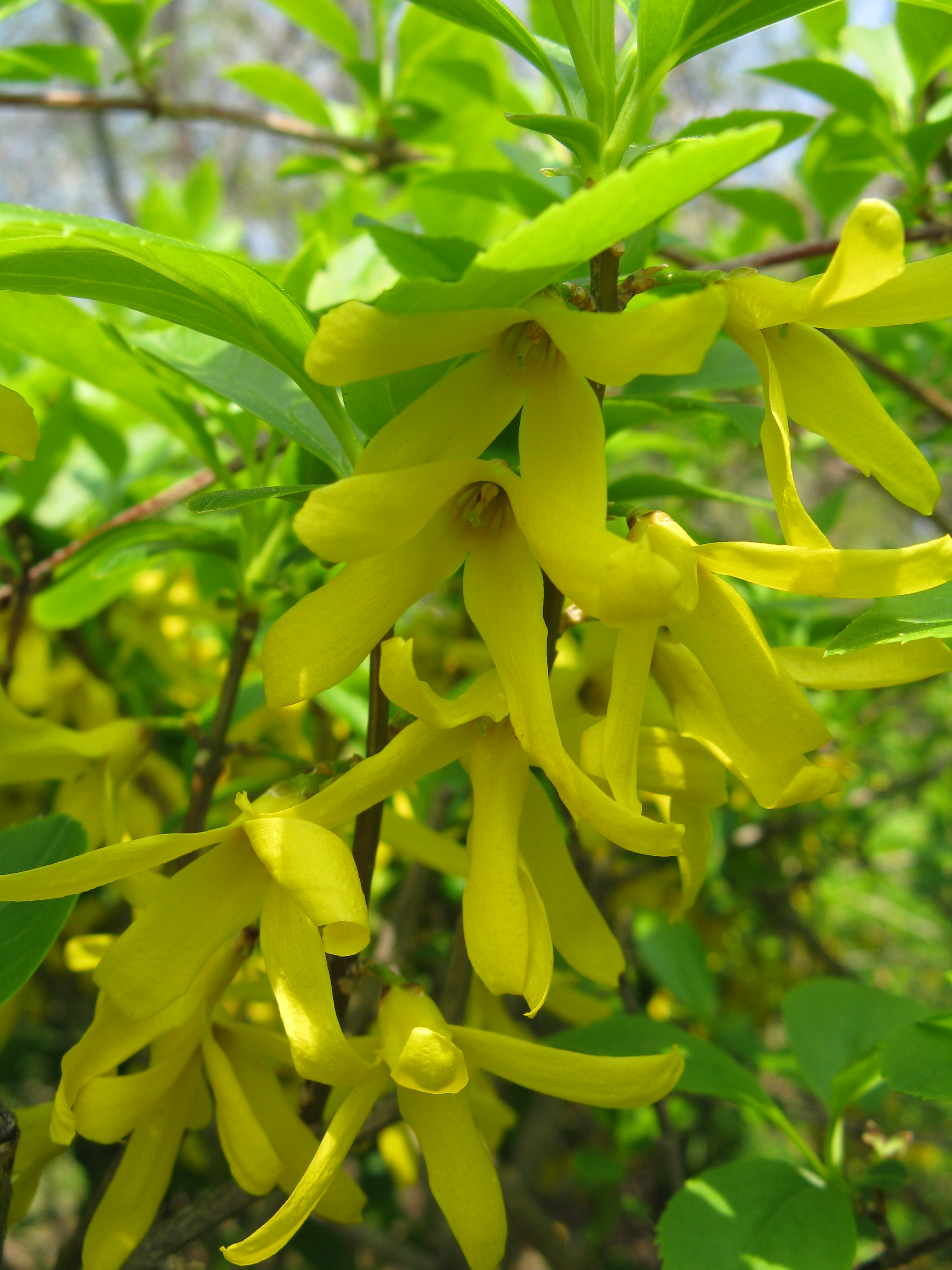
Floraison Forsythia viridissima.

Cette espèce exotique est à l'origine des hybrides horticoles, notamment de Forsythia × intermedia, par croisement avec Forsythia suspensa au port très souple.
Le cultivar "Variegata" possède des feuilles panachées de jaune. 
La variété "koreana", importée de Corée en 1917, possède des rameaux plus ou moins réfléchis, ainsi que des fleurs jaune d'or très vif. 